# フランシスコ教皇 (病院船)
病院船「フランシスコ教皇」（フランシスコきょうこう、スペイン語: Barco Hospital Papa Francisco）は、カトリック教会に属するフランシスコ会が運航する病院船。
船名は2013年にブラジルのフランシスコ会を訪問し、アマゾン地域への医療活動の拡大を奨励した第266代ローマ教皇フランシスコにちなむ。

## 概要
アマゾン川の河口南岸のベレンを拠点として活動する、カトリック教会フランシスコ会が運航する病院船であり、宗教団体が運営するという点で珍しい病院船となる。
ローマ教皇フランシスコによる指導を元に建造された船であり、医療サービスのみならず、キリスト教の宗教的救いを提供するために運航されている。

## 建造の経緯
2013年、リオデジャネイロにてローマ教皇フランシスコがフランシスコ会の運営する病院の修道士と面談した際、教皇が「アマゾンの奥地に修道士はいるのだろうか？」と問いかけた事がこの病院船が建造されるきっかけとなっている。病院の創始者であるフランシスコ・ベロッティ兄弟が「アマゾン奥地には修道士はおりません」と返答したところ、教皇は「ならば我々はそこに赴かなければならない」とだけ述べた。その後フランシスコ会は2つの病院を運営したものの、アマゾン川沿いの住民が病院に行くのに非常に困難である問題は解決せず、このため最も遠く離れ、苦しんでいる地域に必要な医療ケアを届けるために、「病院自身が最も貧しい人々に会うために出向く」という病院船構想が具体化される事となった。
計画の具体化にあたって、60人の死者とその他の重大な損害を引き起こした公害事件に伴うシェル/BASF訴訟の和解金の一部から建造費を確保する事をブラジル政府と合意する事となり2510万レアルが充当され、これら一連の調整・交渉においてはフランシスコ会の修道士たち、サンパウロ州労働検察庁、そして第15管区の地方労働裁判所の支援を得た。
2019年8月17日、パラー州州都ベレンにて就役。式典においてローマ教皇フランシスコは、「大きな満足感をもって、喜びと神への感謝」を示すとともに「イエスが水上を歩いて現れ、嵐を静め、弟子たちの信仰を強めたように、この船は運命に翻弄される困窮した人々に精神的な慰めと平穏をもたらすでしょう」と表明した。また、公式Instagramにおいて「この船は神の言葉を運び、特にアマゾン川沿いに1,000キロにわたって暮らす先住民族や河川流域の人々を中心とする最も支援を必要とする人々に、より良い医療をもたらすでしょう」と投稿した

## 設計と能力
軍務に就かない宗教団体に所属する病院船であり、ジュネーブ第2条約に定める病院船のうち、一定の条件下で「救済団体の病院船」に該当しえ、ジュネーブ第2条約で軍事攻撃からの保護対象となる赤十字標章を標示しており、同条約上の保護対象となる。
医療設備については、長さ32メートルの病院棟に内科、眼科、歯科、外科、検査室、看護、予防接種室、X線、超音波、マンモグラフィー、心電図検査用の機器など、診断、治療、入院、予防のための設備を備えている。このため、アマゾン川流域の住人はこの船で婦人科、小児科、泌尿器科、眼科、循環器科、皮膚科、神経科、歯科といった専門分野の医療を受けることが可能となり、白内障手術などの軽度外科手術に加え、乳がん、前立腺がん、皮膚がん、子宮頸がん、口腔がんなど、スクリーニング検査によるがん予防と早期診断を受けることが出来る。また、各町の医療状況の初期調査と緊急対応のため2隻の救急艇を搭載している。
上記医療設備を用い、アマゾン川沿いの1,000キロメートルに及ぶ地域に住む先住民や河川沿いのコミュニティの人々に対し、診察から軽度～中程度の難度の手術、検査、診断を行う。病院船で対処困難な重篤な症例はオビドス、ジュルティ、アレンケルにある拠点病院に紹介される。これらにはフランシスコ会の運営する地上病院も含まれ、これらの地上病院は停泊地としても活用される。概ね10日間の巡回航海で、沿岸部の約1000のコミュニティの医療支援を行い、災害時には救助船としても運用される。
人員については1人の修道士と10人の乗組員に加え、約20人の医師と救急救命士（ボランティア含む）が乗船している。カトリック教会のフランシスコ会が運航する病院船と言う特性から、医療チームに教会関係者が含まれるだけでなく、司牧チームを設けた2チーム制で運行され、本船は「訪問先の人々に神の言葉を伝える」責務を担っているとしている。

## 運用歴
本船は病院船ヨハネ・パウロ2世とともにパラー州のオビドスを運用拠点としており、アマゾン川流域の1,000以上のアマゾン川流域のコミュニティに対し、2019年8の就役から2025年2月までの間に累計30万件以上の医療サービスを提供している。
2019年8月の就役後初の診療は本船の拠点となるベレンの住人を対象として実施された。また試験航海においては2回の遠征が実施され、パラー州オビドスと同州ジュルティにおいて累計779人の治療を実施、その中には緊急手術を受けなければ命を落としていた急性虫垂炎1名も含まれていたとしている。
また同年10月、ジュルティにおいては難産の妊婦に対して本船にて帝王切開を施し無事出産させるなど、外科手術施設の有用性を示した。
2019年からのCOVID-19のパンデミックの当初においてはウィルスの拡散を防止するため一般的な医療サービスについては停止してたものの、ローマ教皇フランシスコからの1万レアルの財政支援により、本船を用いて新型コロナウイルス危機で孤立した家庭に食料品と衛生キットを輸送する事業に従事した。

## 関連項目

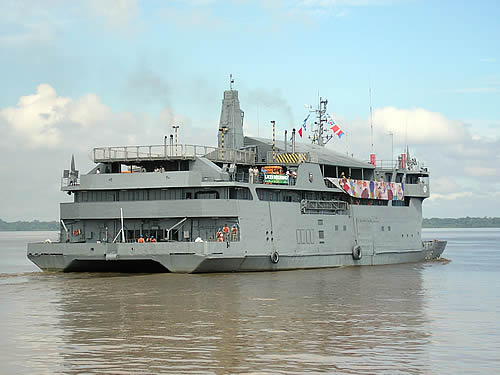
補助船パラー（U-15）